# Bembrops morelandi
Bembrops morelandi és una espècie de peix de la família dels percòfids i de l'ordre dels perciformes.

## Etimologia
Bembrops prové dels mots grecs bembras, -ados (una mena d'anxova) i ops (aparença), mentre que morelandi fa referència a J. M. Moreland, col·laborador del Museu de Nova Zelanda Te Papa Tongarewa.

## Descripció
Fa 20,7 cm de llargària màxima. Els exemplars conservats en alcohol presenten una coloració gris groguenc al dors, lleugerament més clara al ventre. Musell relativament allargat i amb escates a les àrees laterals i dorsal. Mandíbula superior estesa fins darrere del marge anterior dels ulls, gairebé fins a la línia mitjana. La línia lateral puja fortament (entre 2-2,5 fileres d'escates) per sobre de la base de les aletes pectorals, descendeix gradualment al llarg de la longitud de les susdites aletes i es troba separada de l'origen de la primera aleta dorsal per dues fileres d'escates, de l'origen de l'aleta anal per 5 i de la inserció d'aquesta darreta aleta per 3. Sis espines i 13-14 radis tous a l'aleta dorsal i 16-17 radis tous a l'anal. La primera espina de la primera aleta dorsal és perllongada, fins i tot en els exemplars més petits. Aletes pectorals arrodonides. La longitud predorsal (fins a la primera aleta dorsal) és gairebé igual a la llargada del cap.

## Alimentació
El seu nivell tròfic és de 3,61.

## Hàbitat i distribució geogràfica
És un peix marí i batidemersal (entre 366 i 395 m de fondària), el qual viu al Pacífic sud-occidental: el talús continental d'Austràlia (Nova Gal·les del Sud) i de Nova Zelanda.

## Observacions
És inofensiu per als humans.